# Internationales Jahr der Jugend 2010/2011
Das Internationale Jahr der Jugend wurde von den Vereinten Nationen für den Zeitraum vom 12. August 2010 bis zum 11. August 2011 ausgerufen. 

## Der Begriff „Jugend“
Von der UN-Generalversammlung werden Personen zwischen 15 und 25 Jahren als Jugendliche definiert.
Der Begriff „Jugend“ umfasst zwei Bedeutungen:
1. Die Lebensphase, die Heranwachsende beider Geschlechter sowie aller sozialen Schichten und Milieus umfasst.
2. Die Gruppe von Menschen, deren Leben durch Entwicklungsphasen wie Pubertät und Identitätsfindung geprägt ist.

## Zahlen und Fakten
- Etwa jeder achte Einwohner der EU ist zwischen 15 und 24 Jahren alt.
- In Deutschland waren Anfang 2008 11,6 % der Bevölkerung Jugendliche.
- EU-weit gaben im Jahr 2007 61 % der 15- bis 24-Jährigen an, Sport zu treiben.[2]
- In Sachsen-Anhalt sinkt die Zahl der Jugendlichen deutlich von 165.000 auf 100.000.
- Jugendarbeit muss auch im ländlichen Raum stark sein, denn gerade die Jugendlichen brauchen Gründe zum Bleiben oder zum Wiederkommen – ohne sie stirbt der ländliche Raum.[3]
- Etwa jeder vierte Jugendliche (23 %) unternimmt mehrmals pro Woche etwas mit seinen Eltern.[4]
- Rund drei Viertel aller Jugendlichen engagieren sich für soziale und ökologische Belange : für hilfsbedürftige ältere Menschen, für Umwelt- und Tierschutz, für Arme, Migranten oder Behinderte.[5]
- Immer mehr Jugendliche in Deutschland wachsen in alternativen Familienformen auf.[6]
- Leiharbeit, befristete Jobs, schlechte Bezahlung – so sehen Jugendliche in Deutschland ihre Zukunft.[7]
- Jugendliche in Deutschland legen monatlich durchschnittlich 90 Euro zurück und kommen damit auf einen Sparanteil von 18,5 Prozent.[8]

## Das Internationale Jahr der Jugend 2010/11
Am 18. Dezember 2009 hat die Generalversammlung der Vereinten Nationen eine Resolution verabschiedet, die das Jahr 2010/11 zum „Internationale Jahr der Jugend“ erklären. Das Jahr fiel zusammen mit dem 25. Jahrestag, der 1985 zum Thema „Beteiligung, Entwicklung und Frieden“ veranstaltet wurde, des ersten Internationalen Jugendjahres. Es stand unter dem Motto „Dialog und gegenseitiges Verständnis“. Es sollte Aufmerksamkeit für Jugendbeteiligung und Jugendentwicklung erzeugt und Partnerschaften von Jugendorganisationen aus der ganzen Welt angestoßen werden.

## Lokale Veranstaltungen

### Magdeburg
Die Landeshauptstadt Sachsen-Anhalts richtete 2011 das Themenjahr aus. Es diente dazu, die Lebenswirklichkeiten Jugendlicher abzubilden, sie aktiv am gesellschaftlichen und politischen Leben teilhaben zu lassen sowie persönliche und berufliche Perspektiven aufzuzeigen. Magdeburg war die bundesweit erste Stadt, die ein „Jahr der Jugend“ ausgerufen hatte und zugleich die Planung, Durchführung und Nachbereitung in die Hände von Jugendlichen legte.
Mit dem „Jahr der Jugend“ 2010/11 sollten zentrale und dezentrale Veranstaltungen, die Interessen, Wünsche, aber auch Ängste von Jugendlichen lokal, regional und national zeigen. Das Ziel bestand darin, die nicht-jugendliche Bevölkerung für das Thema zu sensibilisieren und ihr die Lebenswirklichkeiten Jugendlicher aufzuzeigen. Das Themenjahr wurde von den Kultureinrichtungen der Stadt sowie Vereinen und Bildungseinrichtungen unterstützt – bis hin zur Vernetzung auf nationaler Ebene.
Die Idee, ein „Jahr der Jugend“ zu gestalten, stammte von Jugendlichen selbst, die ein Konzept ausgearbeitet und an den Oberbürgermeister Magdeburgs herangetragen hatten. Im November 2011 fand die Abschlussveranstaltung statt. Im Anschluss daran erarbeiten die Organisationen eine ausführliche Dokumentation, die die durchgeführten Projekte und Vorgehensweise detailliert schildert. Auch nach dem „Jahr der Jugend“ sollten Projekte nach Möglichkeit fortgeführt und in neue Trägerschaft übergeben werden. Das Thema Jugend wurde zudem an vielen Stellen in den Fokus gerückt und sollte auch in den kommenden Jahren eine große Bedeutung im gesellschaftlichen und politischen Leben der Stadt Magdeburg spielen. Im Dezember 2012 war das „Jahr der Jugend“ in Magdeburg der 2. Preisträger des Deutschen Bürgerpreises 2012 in der Kategorie Alltagshelden.